# Graphosia dilutior
Graphosia dilutior är en fjärilsart som beskrevs av Rothschild 1912. Graphosia dilutior ingår i släktet Graphosia och familjen björnspinnare. Inga underarter finns listade i Catalogue of Life.